# Salvator Gotta
Salvator Gotta, all'anagrafe Salvatore Gotta (Montalto Dora, 18 maggio 1887 – Rapallo, 7 giugno 1980) è stato uno scrittore italiano.

## Biografia
Nacque da una famiglia benestante della buona borghesia piemontese. Il padre era magistrato; la madre, Luisa Pavese Giorcelli, era una parente di Cesare Pavese. A causa degli impegni di lavoro del padre, la famiglia si trasferì ben presto ad Ivrea, sede del tribunale. Iscrittosi alla facoltà di giurisprudenza a Torino dopo aver frequentato il liceo cittadino, entrò in contatto con l'ambiente intellettuale dei "sabati letterari" organizzati da Arturo Graf. Conobbe Giuseppe Giacosa celebrato  librettista della Bohème e grazie a lui, come descrisse nel suo libro di ricordi "Almanacco di Gotta" (1958), poté  incontrare Giovanni Verga (da lui descritto "un signore alto, magro, dritto di tipo militaresco, brizzolato: vestito di chiaro con paglietta in testa camminava grave appoggiandosi a un bastoncino. Volto austero, severo...") poi altre personalità di rilievo come Arrigo Boito, il genero di Giacosa, Luigi Albertini, celebre direttore del Corriere della Sera e Antonio Fogazzaro, scrittore che definirà  come "maestro" che a differenza della biografia di Tommaso Gallarati Scotti che lo descriveva "tormentato" lo trova "divertente con umorismo e parlata dialettale veneta amante della tavola e del buon vino." Conobbe ad Agliè, mentre giocava nella formazione dell'Ivrea calcio, Guido Gozzano, che diverrà suo grande amico. Poi conobbe anche il celebre chirurgo Achille Mario Dogliotti (fondatore nel 1951 dell'associazione dei medici scrittori, A.M.S.I.) e il poeta Francesco Pastonchi. Durante gli studi universitari pubblicò la prima raccolta di novelle, Prima del sonno (1909). Laureatosi in giurisprudenza, si impiegò presso un avvocato di Ivrea e iniziò a collaborare con vari periodici, tra i quali Il Marzocco e La Lettura. La prima produzione è caratterizzata da atmosfere vagamente crepuscolari, certamente determinate dalle frequentazioni giovanili.
Nel marzo 1913 sposò Adelina Cagliero, dalla quale, nel gennaio 1916, ebbe l'unico figlio, Massimo, che intraprese la carriera militare e morì nel 2011. Allo scoppio della guerra si arruolò volontario nella Croce Rossa, per poi divenire, nella primavera del 1917, sottotenente di artiglieria. Venne congedato con il grado di tenente e una medaglia d'argento al valore. In quello stesso anno pubblicò il primo romanzo di successo, Il figlio inquieto. All'interno del romanzo si riconoscono già alcuni tratti tipici della sua produzione, segnata da un gusto tardo ottocentesco, teso alla rievocazione nostalgica di una società sull'orlo della scomparsa. Nella narrazione compare peraltro il personaggio di Claudio Vela, una delle tante figure di quell'enorme affresco che sarà poi la Saga de i Vela.
Nel 1919 fece anche le prime prove sulla scena con La nuova ricchezza, un'opera di impianto realista che non incontrò il favore del pubblico, così come il successivo Lontananze (1923). A partire dal 1920 si dedicò esclusivamente alla letteratura, impegnandosi con il proprio editore nella produzione di un romanzo all'anno. La sua fama si consolidò con l'avvento del fascismo, al quale aderì con entusiasmo. Nel 1925 fu autore del testo dell'inno ufficiale fascista, Giovinezza. Nel 1926 pubblicò il primo romanzo per ragazzi, Piccolo alpino, nel quale confluiscono toni trionfalmente nazionalistici e alcuni richiami a Edmondo De Amicis. Ancor più intrisi dell'ideologia e della pedagogia fascista sono i libri per l'infanzia pubblicati in seguito, L'altra guerra del piccolo alpino (1935) e Il piccolo legionario in Africa Orientale (1938), esaltazioni dell'imperialismo e dello squadrismo.
Agli anni trenta risale La damigella di Bard (1936), il suo unico trionfo teatrale. La commedia, nella quale vengono esaltati i valori di una società di antica e nobile tradizione contro la volgarità moderna, avrà una fortunata riduzione cinematografica con la regia di Mario Mattoli e l'interpretazione di Emma Gramatica.
Per lungo tempo collaboratore del Corriere della Sera, nel 1933 si trasferì con la famiglia da Ivrea a Milano, dove restò fino al 1943, quando, per sfuggire ai bombardamenti alleati, si stabilì a Portofino. In questa località  intervistò André Gide e nel 1950 conobbe Rita Hayworth, Rex Harrison, Vivien Leigh, Liz Taylor. Ricoprì  la carica di primo presidente della neonata locale azienda di soggiorno, lamentandosi già nel 1968 e 1974 sull'assedio che il celebre borgo subiva dai motoveicoli.
Fascista della prima ora ma anche convinto monarchico, Gotta non aderì alla Repubblica Sociale Italiana. La scelta gli valse accuse di tradimento da parte degli ambienti fascisti e la proibizione di far circolare i suoi libri.
Tra il 1940 e il 1942 pubblicò un fortunato romanzo in tre volumi, "Ottocento". Sin dal titolo e dalla scelta di una forma datata come il ciclo romanzesco, Gotta rivela nuovamente il suo debito nei confronti della letteratura ottocentesca e l'interesse per gli eventi del Risorgimento. La narrazione, che segue le avventure di una famiglia negli anni della seconda guerra d'indipendenza, intreccia le vicende di personaggi immaginari e personaggi storici (Napoleone III, Cavour, l'imperatrice Eugenia, la contessa di Castiglione...).
Il Risorgimento resterà la principale fonte di ispirazione dell'autore anche nel secondo dopoguerra, soprattutto nell'enorme ciclo La saga de i Vela, pubblicato nel 1954, che comprende Ottocento e una dozzina di altri romanzi. L'ambizione di Gotta, dichiarata fin dal sottotitolo, è quella di narrare la storia nazionale attraverso "cento anni di vita d'una famiglia italiana". Sempre in relazione all'epopea risorgimentale, dagli anni cinquanta si dedicò anche alla divulgazione storica.
Abbandonata la retorica nazionalista, nel 1953 ritornò alla letteratura per l'infanzia con La più bella novella del mondo e altre memorie e storie, mentre il suo gusto per la rievocazione nostalgica si esprime al meglio in L'almanacco di Gotta (1959), una galleria di ritratti di maestri e amici conosciuti lungo tutta la vita. A partire dagli anni Sessanta, con il mutare del clima culturale, la sua fortuna letteraria andò incontro al declino. Prove di un dialogo mai interrotto con le giovani generazioni sono i testi divulgativi degli anni Settanta, come L'avventuroso Murat (1971) e soprattutto, anni settanta/ottanta, la rubrica di posta dei piccoli lettori ("Salvator Gotta risponde a..") tenuta su Topolino. L'ultima opera significativa, Tre maestri: Fogazzaro, Giacosa, Gozzano (1975), è un'altra opera autobiografica, una commossa rievocazione di alcune figure fondamentali per la sua formazione intellettuale. Era un estimatore del segretario di Cavour, Costantino Nigra. La sua saga "Ottocento" (1940-42) fu portata in televisione dall'attore Sergio Fantoni.
Salvator Gotta morì a Rapallo il 7 giugno 1980 ed è sepolto al cimitero d'Ivrea.

## Opere

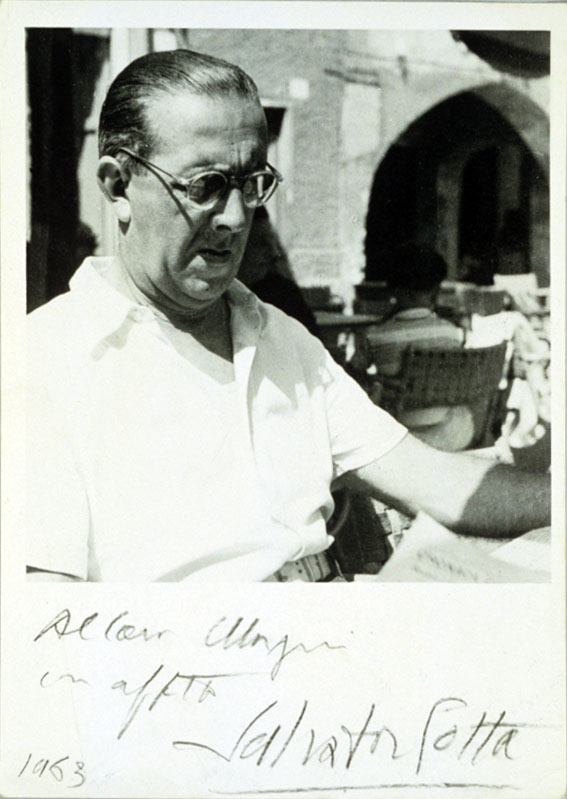
Salvator Gotta nel 1953

- Prima del sonno, Milano, Baldini & Castoldi, 1909.
- Pia, Milano, Baldini & Castoldi, 1912.
- La porta del cielo, Milano, Baldini & Castoldi, 1913.
- Ragnatele, Milano, Baldini & Castoldi, 1915.
- Il figlio inquieto, Milano, Baldini & Castoldi, 1917.
- Pronti? Forza!, Milano, Sonzogno, 1919.
- L'amante provinciale, Milano, Baldini & Castoldi, 1919.
- La più bella donna del mondo, Milano, Baldini & Castoldi, 1919.
- Con amore e senza amore, Milano, Vitagliano, 1919.
- La nostra ricchezza, in "Comoedia", 1919.
- Quelle che preferisco, Milano, Baldini & Castoldi, 1920. [Contiene: Ragnatele, La porta del cielo]
- Alba di nozze. Dramma in tre atti; La nostra ricchezza. Tre atti, Milano, Baldini & Castoldi, 1921.
- Tre mondi, Milano, Baldini & Castoldi, 1921.
- L'ultima ingenuità, Milano, Vitagliano, 1921.
- Il diavolo in provincia, Milano, Gandolfi, 1922.
- Il primo re, Milano, Baldini & Castoldi, 1922.
- Il convegno dei martiri. Visione tragica in un atto, in "Comoedia", 1922.
- Luci d'autunno in Campagna, Milano, A. Vallardi, 1922.
- Cesare Maria Devecchi, a cura di, Milano, Imperia, 1923.
- Lontananze. Dramma in tre atti, Roma, Stock, 1923.
- Mistica patria, Milano, Imperia, 1924.
- La donna mia, Milano, Baldini & Castoldi, 1924.
- La bufera infernal..., Milano, Baldini & Castoldi, 1925.
- Giovinezza. Inno trionfale del Partito nazionale fascista, versi di Salvator Gotta, musica di Giuseppe Blanc, a cura del Partito Nazionale Fascista, Milano, Carisch, 1926.
- Piccolo alpino, Milano, Mondadori, 1926[6].
- Ombra la moglie bella, Milano, Baldini & Castoldi, 1926.
- Il nome tuo, Milano, Baldini & Castoldi, 1927.
- Le amorose, Ivrea, Viassone, 1928.
- La sagra delle vergini, Milano, Baldini & Castoldi, 1928.
- Il peccato originale, Milano, Baldini & Castoldi, 1929.
- Tu, la mia ricchezza, Milano, Baldini & Castoldi, 1930.
- 11 Febbraio. Inno della conciliazione, musica di Ettore ed Achille Schinelli, versi di Salvator Gotta, Firenze, G. Venturini, 1931.
- L'amica dell'ombra, Milano, Baldini & Castoldi, 1931.
- I birichini del cielo. Romanzo sportivo, Milano, Bompiani, 1931.
- Il Canavese, Firenze, Nemi, 1931.
- Il gioco dei colori, Milano, Baldini & Castoldi, 1932.
- I figli degli amanti, Milano, Baldini & Castoldi, 1933.
- La signora di tutti, Milano, Rizzoli, 1933.
- Serenata alle vergini, ed altre novelle d'amore, Bologna, Cappelli, 1933.
- Il marito che cerco, con Sergio Pugliese, 1934.
- Bella figlia dell'amore, Milano, Baldini & Castoldi, 1934.
- Lilith, Milano, Baldini & Castoldi, 1934.
- Il paradiso terrestre, Milano, Baldini & Castoldi, 1935.
- L'altra guerra del piccolo alpino, Milano, Baldini & Castoldi, 1935.
- Portofino, Milano, Baldini & Castoldi, 1936.
- L'angelo ferito, Milano, Baldini & Castoldi, 1936.
- La damigella di Bard. Commedia in tre atti; Mille lire. Commedia in un atto, Milano, Baldini & Castoldi, 1936.
- A bocca nuda, Milano, Baldini & Castoldi, 1937.
- Alta montagna. Commedia in tre atti, in "Il dramma", n. 279, 1 aprile 1938.
- Piccolo legionario in A. O., Milano, Baldini & Castoldi, 1938.
- I giganti innamorati, Milano, Baldini & Castoldi, 1938.
- Soldatini d'ogni giorno. Romanzo per ragazzi, con Olga Visentini, Milano, Baldini & Castoldi, 1938.
- La fontana dei sospiri, 1938.
- Tre donne innamorate, Milano, Baldini & Castoldi, 1938.
- Amina, Milano, Baldini & Castoldi, 1939.
- Pagine scelte di Giuseppe Giacosa, a cura di, Milano, Laboratori Maestretti, 1939.
- Un fiore sull'autostrada, Milano, Baldini & Castoldi, 1940.
- La sposa giovane, Milano, Baldini & Castoldi, 1940.
- Ottocento

I, Preludio romantico, Milano, Baldini & Castoldi, 1940.
II, La nostra passione, Milano, Baldini & Castoldi, 1941.
III, Il sole sui campi, Milano, Baldini & Castoldi, 1942.
- Fiamme sulla neve, Milano, Baldini & Castoldi, 1941.
- Alba di donne, Milano, Baldini & Castoldi, 1942.
- Dono di nozze, Milano, Baldini & Castoldi, 1942.
- Il mio delitto, Milano, Ultra, 1942.
- Il volto dell'umano amore, Milano, Rizzoli, 1944.
- Ingrid, l'amica delle nuvole, Milano-Roma, Rizzoli, 1944.
- Di là dal fiume c'è una donna, Milano, Elmo, 1944.
- Macerie a Portofino, Milano, Elmo, 1945.
- Quartetto in Paradiso, Milano, Elmo, 1945.
- L'inventore di donne, Milano, Elmo, 1946.
- Il piccolo giardiniere, Milano, A. Mondadori, 1946.
- I sensitivi, Milano, A. Mondadori, 1946.
- Lula. Misticismo e sensualità, Milano, Mondadori, 1946.
- Signore salvaci, ci perdiamo, Milano, A. Mondadori, 1947.
- L'anima al sole, Genova, Ed. Assoc. Naz. Tubercolotici di Guerra, 1948.
- Di là, in giardino, Sanremo, Compagnia dell'Ordine Autori e Scrittori di Milano, 1948.
- Lo specchio dei sensi, Milano, Elmo, 1949.
- Domani a te, Milano, A. Mondadori, 1950.
- Memoriale di una donna che ha ucciso, Milano, Corbaccio-Dall'Oglio, 1950.
- Suor tenerezza, Milano, APE, 1952.
- Tempo della regina Margherita, Milano, A. Mondadori, 1952.
- La più bella novella del mondo e altre memorie e storie, Torino, SEI, 1953.
- Una bimba alla ventura, Milano, APE, 1953. [Premio castello di Sanguinetto 1954]
- Il piccolo soldato della grande Armata, Milano, Fabbri, 1953.
- La strada di fuoco. Automobilismo eroico. 1898 - 1908, Milano, Fabbri, 1954.
- La saga de i Vela. Cento anni di vita d'una famiglia italiana, (1850-1950)

I, Milano, A. Mondadori, 1954. [Contiene: Preludio romantico, La nostra passione, Il sole sui campi]
II, Milano, A. Mondadori, 1954. [Contiene: Tempo della regina Margherita, Il figlio inquieto, La più bella donna del mondo, La prima guerra mondiale, L'amante provinciale]
III, Milano, A. Mondadori, 1954. [Contiene: Tre mondi, Lula, Il peccato originale, I sensitivi, Domani a te]
- Idillio imperiale, Milano, APE, 1954.
- Gloria sui campi 1859, Milano, Corticelli, 1955.
- Il piccolo marinaio, Milano, Fabbri, 1955.
- Il figlio del Cervino, Milano, Fabbri, 1956.
- Ilaria, Milano, A. Mondadori, 1956.
- La croce di Lorena, Roma, Associazione nazionale tubercolotici di guerra, 1956.
- I cieli narrano, Milano, Mursia-Corticelli, 1957.
- Il castello di Montalto, Milano, Mursia-Corticelli, 1958.
- Un anno nella piccola città, Milano, Fabbri, 1958.
- L'almanacco di Gotta, Milano, A. Mondadori, 1958.
- Camicie rosse 1860, Milano, Mursia-Corticelli, 1959.
- Cavour, uomo e genio, Milano, Mursia, 1959.
- Orgasmo, Milano, A. Mondadori, 1959.
- Ivrea e il Canavese nell'opera di Salvator Gotta, Ivrea, G. Enrico, 1959.
- Italia 1861, Milano, Mursia, 1960.
- Due donne a Sirmione, Milano, A. Mondadori, 1960.
- Le signore della villa antica, Milano, A. Mondadori, 1961.
- I diavoli del Gran Paradiso, Milano, A. Mondadori, 1962.
- Zaira, ragazza del circo, Milano, A. Mondadori, 1963.
- Le cinque giornate, Milano, Mursia, 1963.
- Aria del mio paese. La genesi di uno scrittore, Torino, SEI, 1964.
- Le commesse di Milano, Rivarolo Canavese, San Giusto, 1964.
- Roma! Roma! (da Custoza a Porta Pia), Milano, Mursia, 1964.
- Garibaldi 1860, Milano, Mursia, 1965.
- L'ultimo dei Vela, Milano, A. Mondadori, 1965.
- Il progresso si diverte. Storia della mia "piccola città", Milano, A. Mondadori, 1967.
- L'indemoniata. Storia di un grande amore, Milano, A. Mondadori, 1968.
- Quieto vivere. Novelle e racconti, Torino, Aiace, 1969.
- Addio, vecchio Piemonte. Romanzo storico, Milano, A. Mondadori, 1970.
- Due vite sul mare, Milano, Mursia, 1970.
- L'avventuroso Murat, con Andrea Fanton, Milano, Mursia, 1971.
- Il fiore di Matisse, Milano, A. Mondadori, 1971.
- Il dramma di Corradino di Svevia, con Andrea Fanton, Milano, Mursia, 1972.
- Prendersi e lasciarsi, Milano, A. Mondadori, 1973.
- Tre maestri. Fogazzaro, Giacosa, Gozzano, Milano, A. Mondadori, 1975.
- Amore materno, Milano, A. Mondadori, 1977.
- Silva, Milano, A. Mondadori, 1978.